# Возный, Михаил Фёдорович
Михаил Федорович Возный (1913, Рейментаровка — 1992, Экибастуз) — машинист экскаватора строительного управления № 1 треста «Иртышуглестрой» комбината «Карагандашахтастрой», Герой Социалистического Труда.

## Биография
Родился в 1913 году в селе Рейментаровка (ныне — Дибровка, Кировоградская область, Украина) в бедной семье. Рос без отца, который погиб во время первой мировой войны, затем воспитывался в детском доме в Елисаветграде. После окончания 6 класса вернулся в родное село, вступил в ВЛКСМ и в созданный в селе колхоз «Революционная волна».
По комсомольскому призыву поехал на строительство ДнепроГЭСа, а затем на Горьковский автозавод, где работал слесарем.
В марте 1941 года был призван в армию. В начале Великой Отечественной войны работал на строительстве оборонительных сооружений в Прибалтике. 22 июня 1941 года в составе 25-го инженерного батальона вступил в бой с фашистами. Воевал на Северо-Западном, Калининском, Центральном, 4-м Украинском, 1-м и 2-м Прибалтийском фронтах. Был шофером 433-го танкового батальона. Позднее служил в роте управления 101-й танковой бригады 19-го танкового корпуса водителем автомобиля «Студебеккер», а затем водителем «Виллиса» командира бригады. Участвовал в освобождении Крыма, Прибалтики. Закончил войну в Бухаресте.
После демобилизации вернулся в родное село, но затем по организованному набору выехал в узбекский городок Ангрен на строительство угольного разреза и шахты. В январе 1949 года был направлен в Экибастуз. Работал водителем в тресте «Иртышуглестрой». Позднее прошел обучение на курсах экскаваторщиков и с июня 1950 года стал работать машинистом экскаватора СЭ-3 строительного управления № 1 треста «Иртышуглестрой» комбината «Карагандашахтастрой» — первым на Иртышском разрезе № 1 Экибастузского месторождения. Добился наивысшей производительности на вскрышных работах, что обеспечило быстрое освоение месторождения и начало с декабря 1954 года добычи экибастузского угля.
Указом Президиума Верховного Совета СССР от 26 апреля 1957 года за выдающиеся заслуги в деле строительства предприятий угольной промышленности Возному Михаилу Фёдоровичу присвоено звание Героя Социалистического Труда с вручением ордена Ленина и золотой медали «Серп и Молот».
Стал первым Героем Социалистического Труда города Экибастуз.
Продолжал работать машинистом экскаватора, затем бригадиром экскаваторщиков. Его бригада была среди лучших при строительстве Иртышских разрезов № 2, № 3 и № 5/6. Бригаде одной из первой в Экибастузе было присвоено звание коллектива коммунистического труда. Был активным рационализатором. Внедрение только одного его предложения по переоборудованию стрелы экскаватора дало государству более 1000000 рублей экономии.
Работал на экскаваторе до выхода на пенсию. Жил в Экибастузе. Умер в 1992 году.
Награждён орденом Ленина (26.04.1957), Отечественной войны 2-й степени (11.03.1985), Красной Звезды (11.10.1944), медалями, в том числе двумя медалями «За отвагу» (05.11.1942, 02.05.1944), тремя знаками «Шахтёрская слава». Заслуженный шахтер Казахской ССР (08.1962). Почетный гражданин города Экибастуз (1972).
Одна из улиц Экибастуза носит имя Героя. Учреждена премия имени М. Ф. Возного для лучших работников экибастузских разрезов.